# Stade Boubker Ammar
Das Stade Boubker Ammar in Salé, Spielstätte des AS Salé, ist ein Stadion in Marokko. 

## Daten
Es bietet gegenwärtig 10.000 Sitz- und Stehplätze. Die Zuschauerplätze sind mehrheitlich nicht überdacht. Überdachte Tribünen befinden sich auf der West- und der Ostseite. Das Stadion liegt ca. 1 km vom Stadtzentrum entfernt.

## Geschichte
Mit dem Stadionbau wurde bereits 1981 begonnen, doch diverse Hindernisse ließen die Betreiber erst 25 Jahre später 2006 die Eröffnung feiern. Zuvor wurde noch das bis dahin existierende Stade de la Marche verte abgebrochen. Seit 2007 besitzt das Stadion einen Kunstrasen.